# 朱庇特 (北卡羅萊納州)
朱庇特（英語：Jupiter）是位於美國北卡羅萊納州班康縣的非建制地區。

## 歷史
朱庇特的郵局於1885年設立，其後於1909年停運。

## 地理
朱庇特所處的海拔為高於海平面663米（即2175英呎），而該地所採用的時區為UTC-5，即北美东部时区（EST）。同時該地設有夏令時間，為UTC-5調快一小時，即UTC-4（EDT）。